# 博福特河
博福特河（Beaufort River）位于西澳大利亚州西南。